# Alejandro Gómez Cabral
Alejandro Gómez Cabral (castellà: Alejandro Gómez)  (Vigo, 11 d'abril de 1967 - Vigo, 31 de gener de 2021) fou un atleta gallec, especialista en curses de fons i camp a través, que va competir entre finals de la dècada de 1980 i començaments del segle XXI.
Durant la seva carrera esportiva va prendre part en tres edicions dels Jocs Olímpics d'Estiu, el 1988, 1992 i 1996. També disputà tres edicions del Campionat del Món d'atletisme, destacant la novena posició en els 10.000 metres el 1991.
En el seu palmarès destaca el campionat nacional dels 10.000 metres el 1989, 1991, 1993, 1995 i 1996, així com el campionat nacional de cros de 1989 i 1995 i el de mitja marató de 1992 i 2003.
El juny de 2020 se li detectà un tumor cerebral que li acabaria provocant la mort el 31 de gener de 2021.

## Millors marques
- 5.000 metres. 13'20.91" (1989)
- 10.000 metres. 27'39.38" (1993)